# Fortaleza Josefov

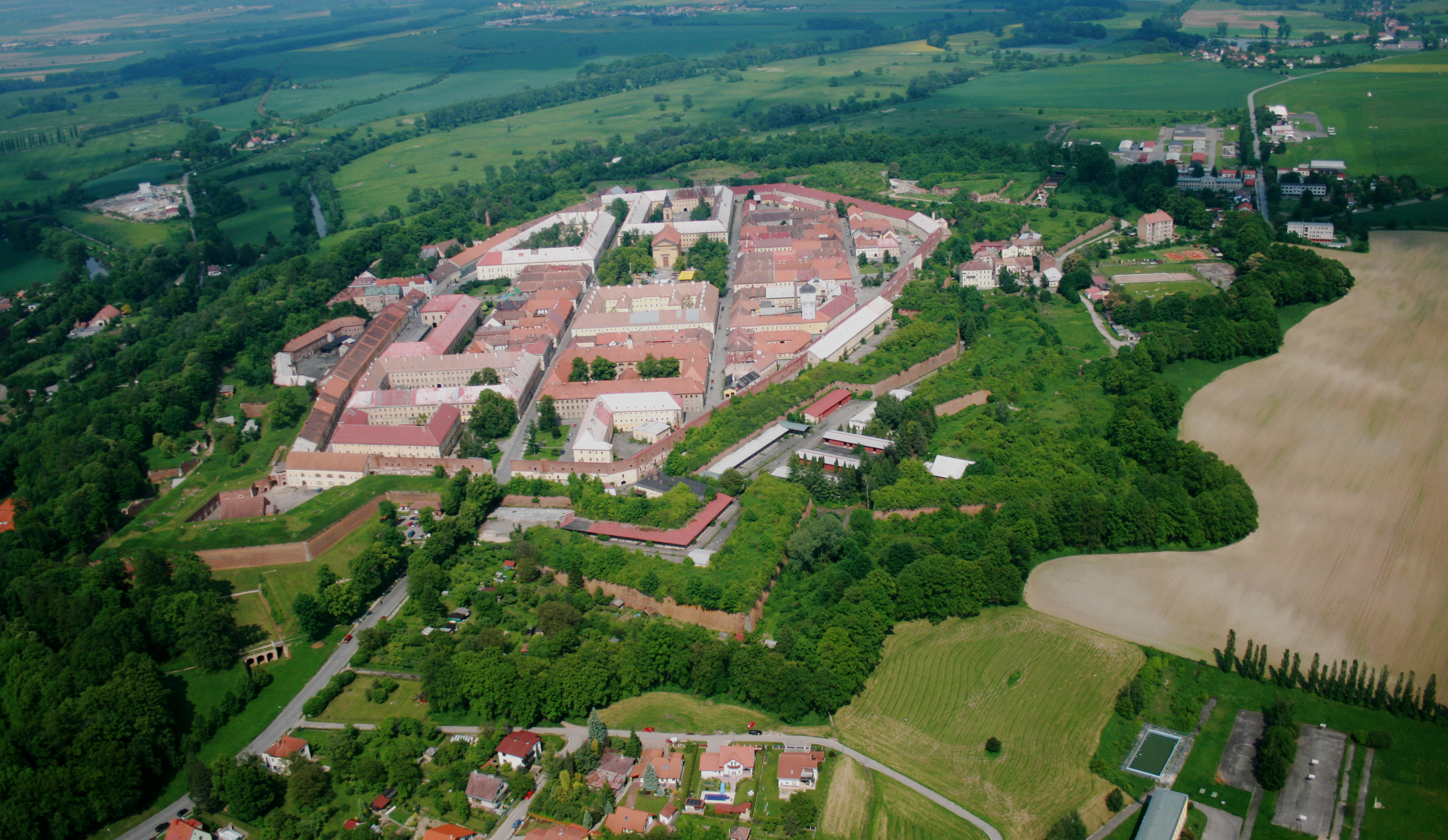
Foto aérea de la fortaleza Josefov

La fortaleza Josefov (en checo: Pevnost Josefov; en alemán: Josefstadt o Josephstadt) es un histórico complejo defensivo construido entre 1780 y 1790 en Jaroměř (Bohemia oriental, República Checa). Junto con la fortaleza de Terezín, estaba pensada como protección contra los ataques de Prusia, pero su importancia militar, como otras fortalezas similares construidas en Europa, fue mínima, ya que las batallas decisivas a menudo se libraban en otros lugares. Desde 1948 forma parte de la ciudad de Jaroměř.

## Diseño
Tras la coronación del emperador José II, se comenzaron a construir nuevas fortificaciones para la defensa de la frontera norte del Imperio. La defensa de Moravia fue confiada a Olomouc, que ya estaba fortificada. La fortificación de Hradec Králové comenzó en los años 1766-88. El propio emperador José II mandó construir la fortaleza Josefov alrededor del área de Plesy, cerca de la ciudad de Jaroměř. 
Diseñada por el arquitecto francés Louis Querlonde du Hamel y fortificada por muros de ladrillo de forma octogonal con forma de bastión que se extienden a lo largo de 289 hectáreas, la fortaleza es un ingenioso sistema de fortificaciones en forma de anfiteatro con amplios corredores subterráneos de tres pisos de profundidad formados en rocas cretáceas, que recorren un laberinto de 45 kilómetros, como el que no se puede encontrar en ningún otro lugar de Europa. Se dividía en tres secciones: la fortaleza principal, con su función residencial y pública; más abajo, la fortaleza de la Corona, con una isla fortificada; y un reducto delantero en Brdce. La ciudad tenía cuatro puertas. La parte dominante de toda la Fortaleza Josefov es la iglesia del Imperio, que fue construida entre 1805-10. El diseño fue obra de Heinrich Hatzinger, Julius D'Andreis y Franz Joseph Fohmann. Antes de eso, había una fuente, realizada por el checo J. Malinský en el año 1817. 
La fortaleza Josefov se llamaba originalmente Ples, y solo más tarde, en 1793, se le cambió el nombre a Josefov. En 1948, la ciudad fortaleza se incorporó a Jaroměř y hoy, tanto la fortaleza como la ciudad, forman parte de un área de conservación nacional que conserva las técnicas de construcción militar del siglo XVIII y el urbanismo clasicista.

## En la actualidad
Con los años, la fortaleza se ha convertido en un barrio residencial. El festival de música de metal extremo más grande de Europa Central, Brutal Assault, tiene lugar en este lugar cada agosto. Se instalan los escenarios de música contra las paredes exteriores. Metaleros de toda Europa ocupan la fortaleza durante tres días al año. 

## Galería

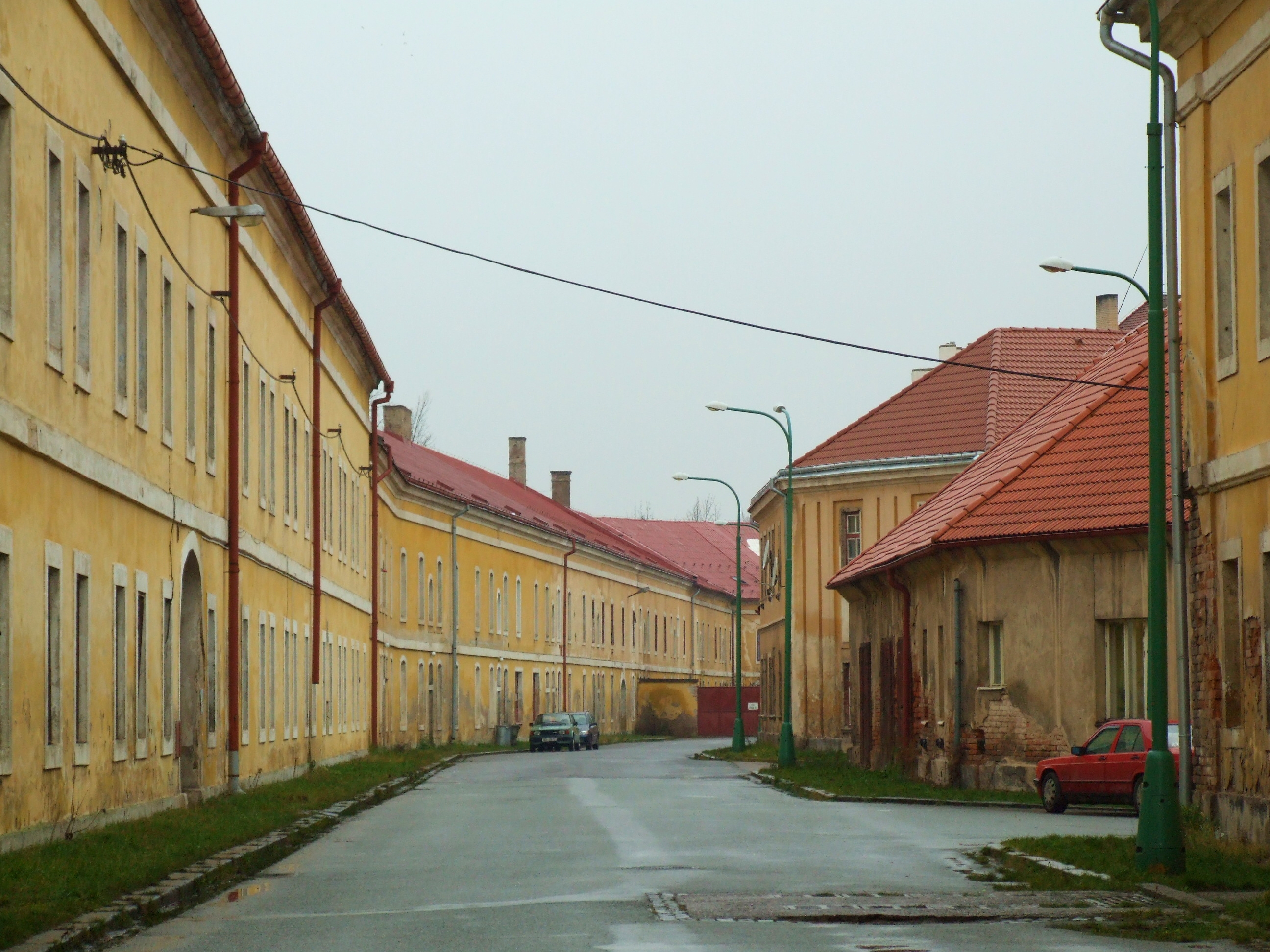
Casas en la antigua fortaleza Josefov
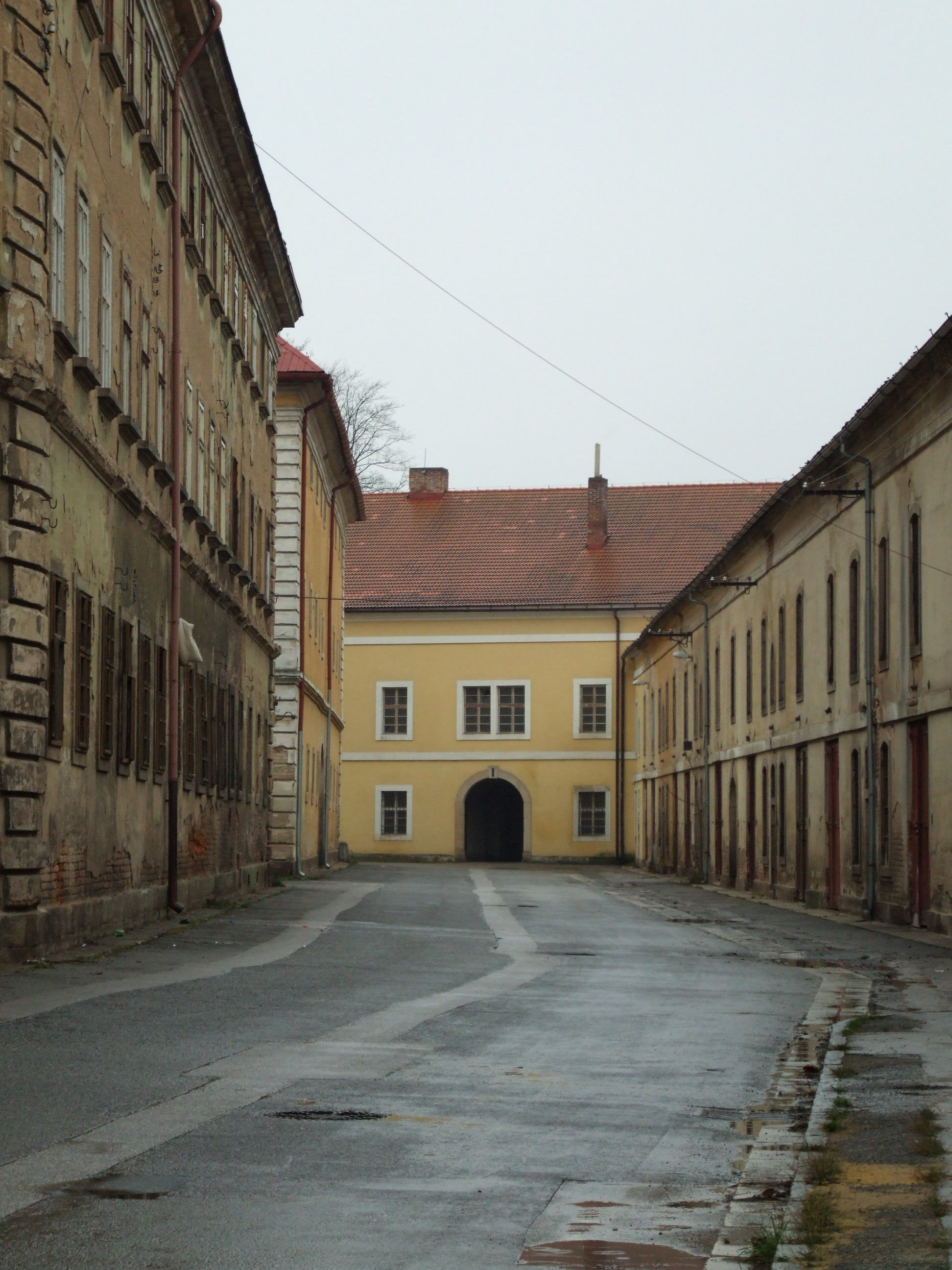
Fortaleza Josefov (Pevnost Josefov), República Checa
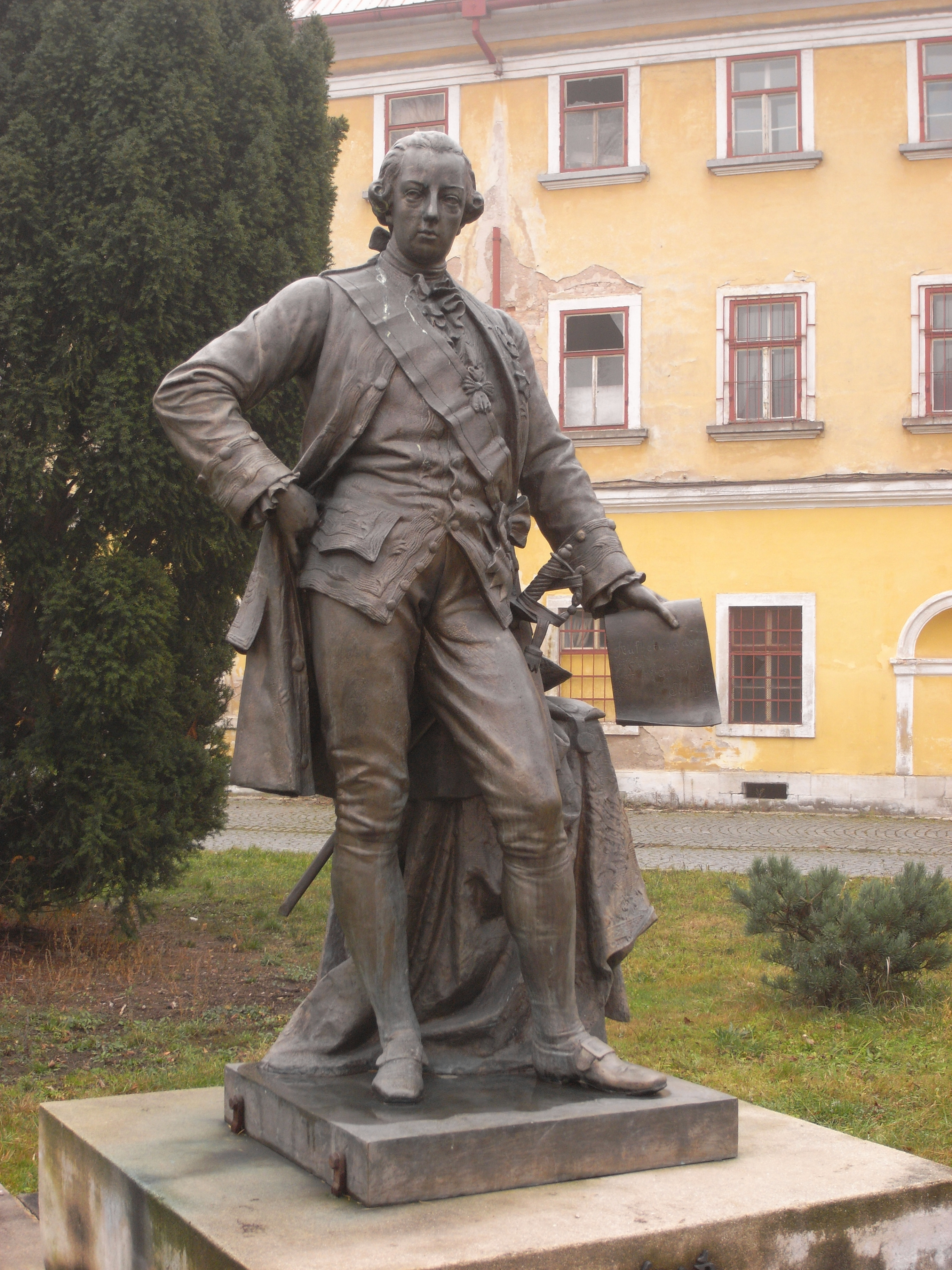
Estatua del emperador José II (1765-1790) en Josefov
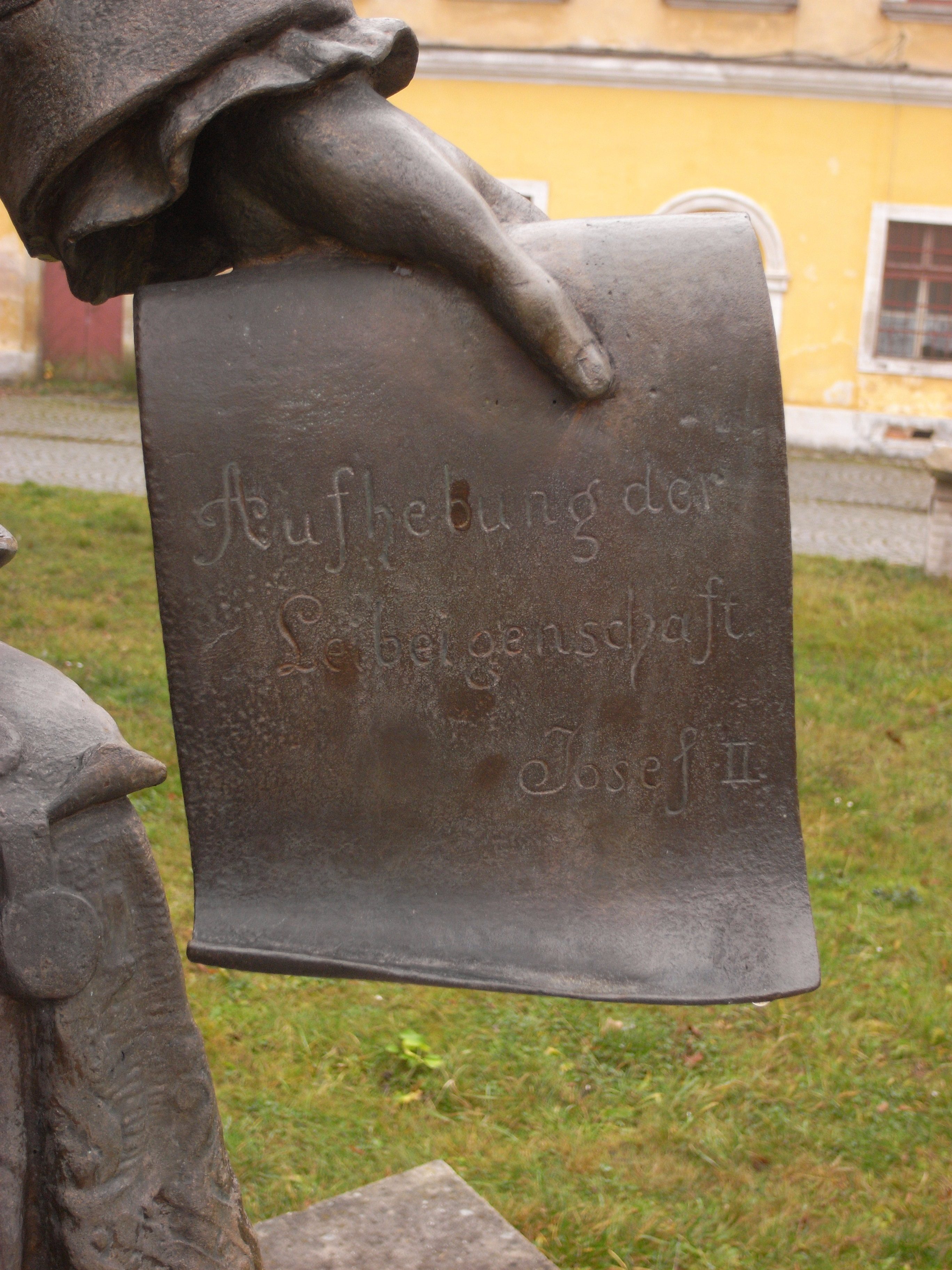
Detalle del decreto en la estatua del emperador José II